# Sisyphus caffer
Sisyphus caffer är en skalbaggsart som beskrevs av Karl Henrik Boheman 1857. Sisyphus caffer ingår i släktet Sisyphus och familjen bladhorningar. Utöver nominatformen finns också underarten S. c. goryi.